# Misterio de Elche
El Misterio de Elche  (Misteri d'Elx en valenciano) es un drama sacro-lírico religioso que recrea la Dormición, Asunción y Coronación de la Virgen María. Dividida en dos actos o jornadas, la obra se escenifica cada 14 y 15 de agosto en el interior de la Basílica de Santa María, en la ciudad de Elche (Alicante).
Investigaciones recientes sitúan el origen de dicha obra en torno a la segunda mitad del siglo XV, contradiciendo así a las tradiciones locales, que la relacionan, por una parte, con la conquista del Elche musulmán (1265) y, por otra, con el hallazgo de la imagen de la Virgen, dentro de un arca de madera, el 29 de diciembre de 1370, en la cercana localidad costera de Santa Pola.
Se trata de la única obra en su género que ha sido representada sin interrupción hasta la actualidad, superando incluso el impedimento que supuso la prohibición de representar obras teatrales en el interior de las iglesias por parte del Concilio de Trento. Fue el papa Urbano VIII quien, en 1632, concedió al pueblo de Elche, a través de un rescripto pontificio, el permiso para continuar con dicha representación, contra el intento de prohibición del obispo de Orihuela.
Todos y cada uno de los personajes son representados por varones, tratando de respetar así el origen litúrgico-medieval de la misma, que vetaba expresamente la aparición de mujeres en este tipo de representaciones, lo cual hoy en día se mantiene por tradición. El texto del Misteri, a excepción de algunos versos en latín, está escrito en valenciano antiguo. La música es una amalgama de estilos de diferentes épocas que incluyen motivos del Medievo, del Barroco y del Renacimiento.
La festividad ha recibido numerosas condecoraciones y reconocimientos, entre los que destaca la declaración el 18 de mayo de 2001 como Obra Maestra del Patrimonio Oral e Inmaterial de la Humanidad por parte de la Unesco.

## Origen

### El origen del texto
El origen del Misterio de Elche es incierto, aunque sin duda no puede ser anterior al último tercio del siglo XV. Existen dos tradiciones locales sobre su nacimiento. Una de ellas vincula su creación con la conquista de Elche por el rey Jaime I en 1265. La segunda tradición legendaria otorga al Misterio un origen milagroso y lo relaciona con la aparición o "Venida" de la imagen de la Virgen Ilicitana el 29 de diciembre de 1370.
El primer testimonio que tenemos de texto es una copia efectuada en el siglo XVII. El manuscrito original se perdió, pero la copia se conserva, aunque no es fácil saber la fecha exacta a la que perteneció. En la actualidad la copia más antigua que tiene el ayuntamiento es del 1709, era una copia de la Consueta para los Mestres de la Capella. La consueta es el nombre que se daba a un cuaderno de apuntes, en el cual se anotaba el rito a seguir en cualquier celebración, en este caso la Consueta de la fiesta.

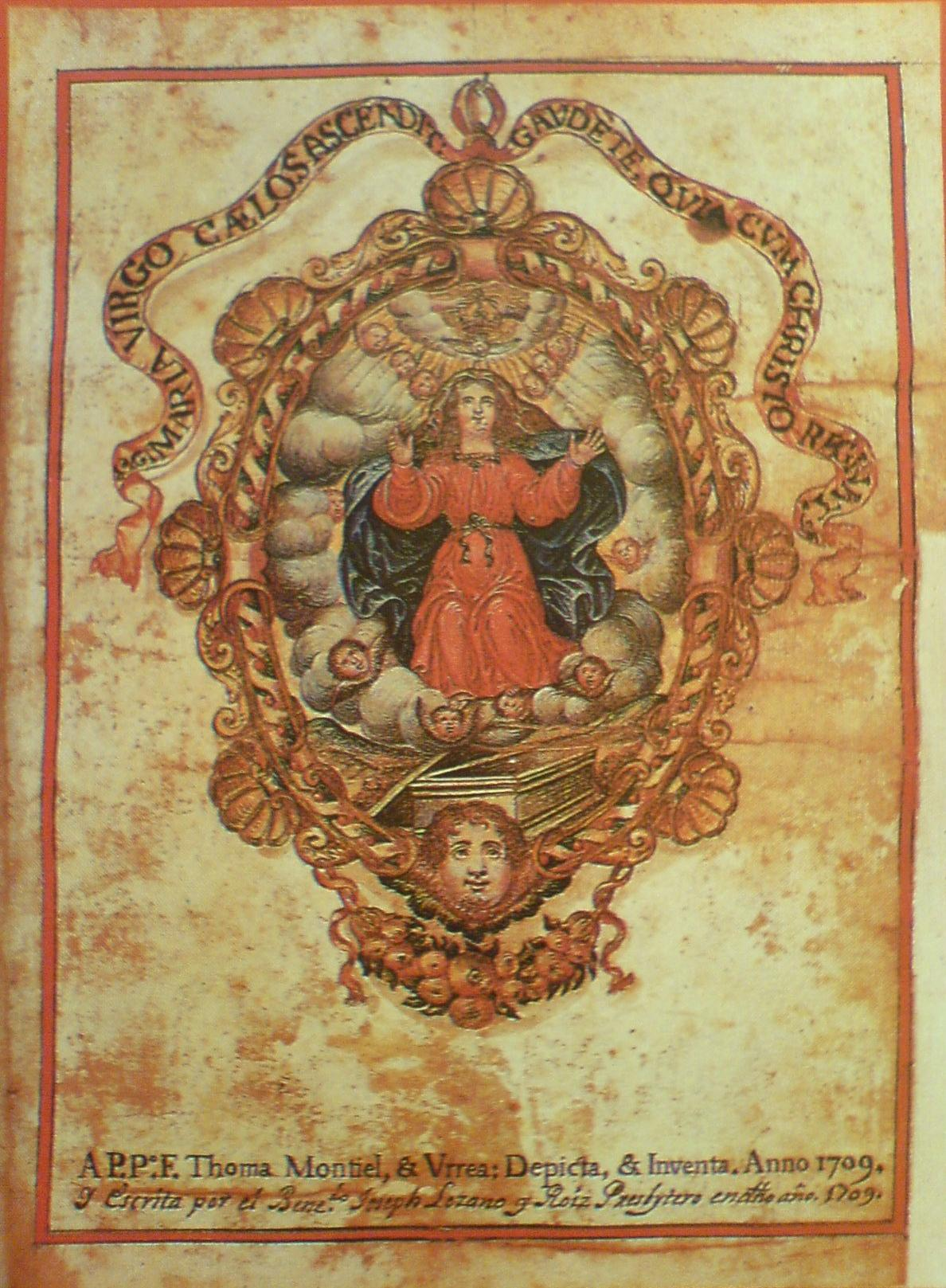
Página de la Consueta de 1709.

Tradicionalmente se ha afirmado que el texto estaba escrito en lemosín (llemosí), denominación errónea que recibió en la Edad Moderna el valenciano. El texto es corto, está formado por 139 versos en la primera parte y 119 en la segunda. Los versos en la mayoría son cortos y con una versificación en parte arcaica y en parte renacentista.

### El origen de la música
La parte musical fue estudiada por Maricarmen Gómez Muntané, según la cual la partitura es de diferentes épocas. La parte más antigua pertenece al repertorio gregoriano y trovadoresco; así los cantos de María y del Ángel.
De otras partes más modernas se conocen algunos autores como Ginés Pérez (1548), autor de A vosaltres a pregar que se'ns anem a soterrar; Ribera (1521), autor de Flor de virginal bellesa i Aquesta gran novetat; y Lluis Vich (1594), que es el autor de Ans d'entrar en la sepultura. El autor del Ternari es desconocido, pero por sus características es también del siglo XVI. Por último, hay aportaciones posteriores, porque la Festa siempre ha sido una cosa viva en permanente evolución, pero solo en sus melismas, no en su texto ni en su música, que quedaron fijados completamente a fines del siglo XVI.

### Actualidad
Alberto Asencio Gonzálvez fue presidente del Patronato Nacional del Misterio de Elche desde 1955 hasta su fallecimiento en 1970, impulsando el conocimiento de esta obra por todo el mundo y atrajo a grandes personalidades a visitar la ciudad de Elche.
El 18 de mayo de 2001, la Unesco la declaró Obra Maestra del Patrimonio Oral e Inmaterial de la Humanidad, inscribiéndolo en 2008 en la Lista representativa del Patrimonio Cultural Inmaterial de la Humanidad. Algunos de los reconocimientos al Misterio incluyen, además, los de Monumento Nacional por el Gobierno de la II República española, en 1931; Fiesta de Interés Turístico Internacional por el Ministerio de Información y Turismo, en 1980; el Premio Cruz de San Jorge de la Generalidad de Cataluña así como la Corbata de la Orden de Alfonso X el Sabio del Ministerio de Educación y Ciencia, en 1988; y la Corbata de la Orden de Isabel la Católica del Ministerio de Asuntos Exteriores, en 1990; entre otros.
La Orquesta Barroca Valenciana llevó en 2007 la música del Misteri al teatro St. John Smith en Londres y al Festival Castell de Peralada en Cataluña. En 2008 y por primera vez, la representación cuenta con las voces de dos hermanos nacidos en Ecuador y residentes en Elche, tras once meses de preparación.

## Obra

### Jornada Primera:La Vespra
Tiene lugar el día 14 de agosto, terminado el solemne oficio de las I Vísperas de la Solemnidad. Comienza con la Virgen, María Salomé, María Jacobe y seis ángeles presentándose en la puerta de la Basílica. Suena el órgano de la iglesia. El arcipreste y los caballeros electos recorren la rampa —andador—  que conduce al escenario —cadafal— y la Virgen entona un canto de ayuda, dirigiéndose al cortejo que la acompaña. Estos, a su vez, le declaran su lealtad. Ella, entonces, se arrodilla y muestra su intención de reunirse con su Hijo. Luego asciende, acompañada de su séquito, hacia el cadafal, al tiempo que va evocando, en una suerte de Vía Crucis, la Pasión de Cristo.
Una vez arriba, se arrodilla en su lecho mientras las dos Marías y los ángeles la acompañan de pie a su lado. La Virgen vuelve a expresar el deseo de reunirse con su Hijo.
Más tarde, las puertas del cielo se abren y, dentro de una esfera granate y dorada (llamada núvol -nube- o magrana -granada-), un ángel desciende para entonar un canto en el que saluda a la Virgen, anunciándole que su Hijo le concede su deseo.
El ángel se aproxima a María entregándole una palma. Ella la toma y le hace saber su deseo de verse acompañada por los apóstoles en el momento de su Nacimiento al Cielo. El ángel asciende de nuevo al cielo garantizando el anhelo de la Virgen.
San Juan, vestido de blanco, aparece al pie del andador que conduce al cadafal, llevando en su mano el Evangelio. Una vez arriba, María le hace saber lo inminente de su Tránsito al Paraíso, al tiempo que le entrega a San Juan la palma que le concedió el ángel. Él la recibe y entona, más tarde, un canto de tristeza.
Subiendo hacia el cadafal, el apóstol San Pedro, portando consigo las llaves del cielo, se muestra sorprendido por los acontecimientos. Llegado al lecho de María, la saluda entonando un canto mientras seis apóstoles más suben por la rampa.

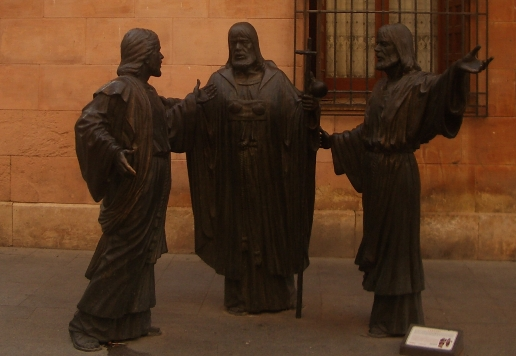
Escultura representando al "Ternari"

En ese momento, tres apóstoles (entrando a la iglesia por tres puertas diferentes) se saludan entre sí y cantan sorprendidos por dicha coincidencia (escena conocida como "El Ternari"). Musicalmente, es uno de los números con más retoques musicales en sus primeros compases, aunque muchos de ellos son retoques fundamentados en la Consueta de 1709. Los primeros compases son totalmente nuevos y relativamente recientes, probablemente del siglo XIX, ya que se identifica un lucimiento mayor de los cantores.
Más tarde, suben al cadafal y, ya juntos, todos los apóstoles (a excepción de Santo Tomás) entonarán una Salve a la Virgen.
Finalizada, San Pedro se dirige a María y le pregunta sobre el misterio que encierra toda esta congregación. El séquito de la Virgen se reúne en torno a María y, ésta, entristecida, pide a sus hijos que la entierren en el Valle de Josafat.
Con las últimas notas, la Virgen cae muerta en el lecho. Los apóstoles, con velas encendidas, entonan un canto en el que esperan su resurrección.
Las puertas del cielo se abren y cinco ángeles (araceli) descienden cantando a la Madre de Dios. Una vez abajo, toman posesión del alma de María, al tiempo que ascienden de nuevo entonando los mismos cánticos del inicio.
El arcipreste de Santa María y los Caballeros electos suben al cadafal y besan los pies del cuerpo difunto de la Virgen. Les siguen las dos Marías, los ángeles y los apóstoles. Luego, San Juan, coloca sobre María la palma dorada. Concluye así la primera jornada.

### Segunda Jornada:La Festa
Tiene lugar al día siguiente, 15 de agosto. Una vez han terminado las Solemnes II Vísperas de la Solemnidad, el Rvdo. arcipreste y los caballeros suben por la rampa y besan los pies de la Stma. Virgen. Tras ellos, los apóstoles, se van situando a su alrededor. María Salomé, María Jacobe y el séquito de ángeles esperan al inicio del corredor.
Tres apóstoles cantan invitando al cortejo a unirse al sepelio. Cuatro de ellos descienden por la rampa y, contestándose mutuamente, el séquito y los apóstoles ascienden juntos hasta el cadafal.
San Pedro recoge la palma que descansa sobre el cuerpo de la Virgen y, dirigiéndose a San Juan, le hace entrega de la misma, pidiéndole que la lleve. Este acepta y, algo después, todos los discípulos, arrodillados frente al cuerpo de la Virgen, inician el canto "Flor de virginal bellesa...." preparando así su entierro. En la Consueta de 1709 no aparece el nombre del autor, pero parece ser que en una consueta más antigua había indicaciones de que se trataba de una composición de Ribera, pudiendo tratarse de Bernardino Ribera, Maestro de la Catedral de Toledo, o bien, aunque menos probable, de Antonio Ribera, maestro de la Capilla del Papa.
Finalizado, vuelven a levantarse entonando esta vez el salmo In exitu Israel d'Egipto, propio de la liturgia de exequias. De repente, intrigados por los cantos, un grupo de judíos aparece en escena al inicio del corredor. Dos de ellos suben hacia el cadafal descubriendo a los apóstoles alrededor de la Virgen. Vuelven abajo y hacen saber a los otros el motivo de la intriga. Estos, alterados, deciden atacar al grupo de discípulos con el fin de llevarse el cuerpo sin vida de María y destruirlo más tarde.
El Gran Rabino, que forma parte del grupo, interrumpe amenazante el salmo que los apóstoles seguían entonando. Los judíos, entonces, comienzan a subir hacia el cadafal. San Juan y San Pedro intentan impedir el sacrilegio enfrentándose al malintencionado grupo. Pero estos, más numerosos, consiguen llegar arriba y acercarse al cuerpo de María. Uno de ellos, tratando de cogerlo, ve cómo sus propias manos se paralizan, en una suerte de milagro. Los demás, testigos del mismo, caen de rodillas abrumados y contritos. Cantan, entonces, suplicando a Dios su ayuda.

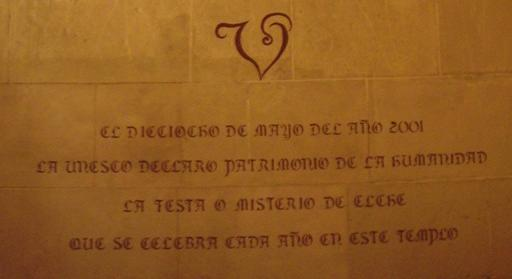
Inscripción en la Basílica de Santa María de Elche conmemorando el reconocimiento de la Unesco al Misterio de Elche.

Los discípulos, apiadándose de ellos, les piden que tengan fe en la virginidad de María. El grupo de judíos, arrodillados aún, suplican ser bautizados, cantando así a los apóstoles, que reconocen a María como la Madre del Hijo de Dios.
San Pedro los bautiza. Los judíos se muestran jubilosos y comienzan a cantar dando gracias a la Virgen Cantem, senyors. Què cantarem?.... Esta pieza está sacada del Cancionero Musical de Palacio, arreglada por Luis Vich, que fue maestro de capilla de Elche, y que es el compositor de la obra que se canta actualmente.
Uno de ellos, con una cruz alzada, da comienzo a la procesión que culminará con el entierro de María.
El órgano de la iglesia suena en ese momento y las puertas del cielo se abren. El araceli vuelve a bajar, portando consigo el alma de la Virgen y el canto de los ángeles inunda la basílica prometiendo la resurrección de María.
Los Caballeros regresan a la iglesia acompañando a Santo Tomás (que, según la tradición, regresaba de la India, donde había sido enviado a predicar). Este, desconsolado por no haber podido asistir al sepelio, comienza a entonar un canto implorando a la Virgen su perdón.
El cielo, entonces, se vuelve a abrir y Dios Padre, acompañado de la Santísima Trinidad, comienza a bajar. Este, portando en sus manos una corona dorada, la deja caer posándose suavemente sobre la cabeza de María. Una lluvia venida del cielo cubre de oro la escena, las campanas del templo repican y una salva de cohetes se lanza mientras espectadores y actores culminan la representación clamando Visca la Mare de Déu!.
La Santísima Trinidad y el araceli han subido al cielo. Y los apóstoles, junto a los judíos, entonan finalmente el Gloria Patri.